# Dennis Oliech
Dennis Oliech (n. Nairobi, Kenia, 2 de febrero de 1985), futbolista keniano. Juega de delantero actualmente se encuentra sin equipo.

## Selección nacional
Ha sido internacional con la selección de fútbol de Kenia, donde ha jugado 68 partidos internacionales y ha anotado 34 goles.

## Clubes
| Club           | País                   | Año       |
| -------------- | ---------------------- | --------- |
| Mathare United | Kenia                  | 2001-2003 |
| Al-Arabi       | Catar                  | 2003-2006 |
| FC Nantes      | Francia                | 2005-2007 |
| AJ Auxerre     | Francia                | 2007-2013 |
| AC Ajaccio     | Francia                | 2013-2015 |
| Dubai CSC      | Emiratos Árabes Unidos | 2015-2017 |